# Lissodus
Lissodus (лат.) — вымерший род гибодонтообразных. Хотя окаменелости, относимые к роду, имеют возраст от позднего девона (фаменский век) до позднего мела (маастрихтский век), некоторые исследователи указывают более узкий временной диапазон: от раннего триаса до конца раннего мела (альбский век). Lissodus часто относят к семейству Lonchidiidae, однако некоторые авторы указывают его положение как incertae sedis внутри гибодонтообразных. Род Lonchidion нередко определяли как синоним рода Lissodus, но в дальнейших исследованиях Lonchidion описывается как отдельный, хоть и близкородственный род.

## Описание
Lissodus sensu lato (включая Lonchidion) достигал 15-50 см в длину. Характерные зубные признаки рода включают единственный центральный острый выступ, а также расширяющееся к языковой стороне и пронизанное сосудистыми каналами основание зуба. Форма главного острия и большие отверстия каналов имеют сходство с зубным строением Cassisodus margaritae, однако у последнего острые выступы расположены на обеих сторонах зубной коронки. Низкие зубные коронки подтверждают, что Lissodus был донным обитателем, который питался, раздавливая добычу с твёрдым панцирем (дурофагия).

## Распространение
Окаменелости Lissodus sensu lato найдены по всему миру как в морских, так и пресноводных экосистемах.
Зуб, принадлежащий неопределённому виду Lissodus, найден в турнейских отложениях формации Лаурел, Австралия.
Сохранившиеся череп и посткраниальные остатки известны для раннетриасовых видов L. cassangensis и L. africanus из Анголы и Южной Африки соответственно.

## Виды
По данным сайта Paleobiology Database на январь 2024 года в состав рода включают следующие виды:
- Lissodus africanus
- Lissodus angulatus
- Lissodus bartheli
- Lissodus cassangensis
- Lissodus cristatus
- Lissodus guenneguesi
- Lissodus hasleensis
- Lissodus johnsonorum
- Lissodus leiodus
- Lissodus leiopleurus
- Lissodus lepagei
- Lissodus levis
- Lissodus minimus
- Lissodus wardi
- Lissodus xiushuiensis